# سعدي أبو جيب
سعدي بن حمدي بن سعيد بن محمود أبو جيب مواليد دمشق 1351 هـ / 1932م، تخرج في جامعة دمشق بإجازتين في الحقوق والشريعة، ودرس على علامة الشام الشيخ محمد بهجة البيطار والمحدث السيد المنتصر الكتاني، تولى القضاء عام 1960، وأصبح مستشاراً في الغرفة الشرعية في محكمة النقض، ثم استقال عام 1990 ليمارس مهنة المحاماة، عمل في موسوعة الفقه الإسلامي في الكويت، وفي قسم الحضارة في الموسوعة العربية بدمشق، قام بتأسيس المجمع الفقهي الإسلامي في مكة المكرمة، ألقى محاضرات في الشريعة الإسلامية في كلية الحقوق بجامعة دمشق، له مؤلفات كثيرة من أهمها: موسوعة الإجماع في الفقه الإسلامي والقاموس الفقهي.

## مولده ونشأته
ولد في الثالث من شهر جمادى الأخرى من سنة 1351 هـ الموافق للعاشر من شهر تشرين الأول سنة 1932م. جده هو السيد سعيد بن محمود كان محاميًا في زمن الدولة العثمانية، أما والده حمدي فدرس في الزاوية الخانكية في حي الميدان، وهي أول مدرسة نظامية آنذاك، إلا أن الأحوال المادية التي كانت تعصف بالبلاد خلال الحرب العالمية الأولى حالت دون متابعته للدراسة، وامتهن بيع الخبز.
عاش سعدي في دمشق، وتتلمذ بها على علمائها وأعيانها، ولم يلتزم بمذهب فقهي معين، متأثرا بذلك بالإمام ابن حزم الظاهري الذي قرأ له كل ما وقع تحت يده من كتب مطبوعة، ثم قرأ لابن قدامة وابن تيمية، وقرأ بداية المجتهد ونهاية المقتصد مرارًا. تتلمذ سعدي على يد عدد من العلماء أبرزهم: محمد بهجة البيطار، حيث لازمه مدة خمس وعشرين سنة، وقرأ عليه الموافقات للإمام الشاطبي، وإعلام الموقعين لابن القيم، والقياس في اللغة للإمام محمد الخضر حسين، وحياة شيخ الإسلام لمحمد بهجة البيطار. ومحمد المنتصر الكتاني، لازمه في درسه بمسند الإمام أحمد، ودرسه عليه دراسة حديثية، وقد أجازه بالحديث المسلسل بالأولية. حسين سليم أسد الداراني، درس معه في جلسات خاصة سنن الدارمي ومسند الحميدي وجزأين من مجمع الزوائد. وعبد الرؤوف أبو طوق. ومحمد أديب الصالح، حيث درس عليه في المرحلة الإعدادية وفي كلية الشريعة. وعلي الطنطاوي. ويوسف العش، حيث تتلمذ عليه في كلية الشريعة، ومن ثم جمعت بينهما جلسات خاصة. ومصطفى الزرقا، لازمه عندما ذهب ليكون معاونًا له في عمله في الموسوعة الفقهية في الكويت.

## أعماله
- حاز على الإجازة من كلية الحقوق في جامعة دمشق عام 1958.
- دخل سلك القضاء سنة 1960، واستمر فيه حتى استقال منه عام 1990.
- في عام 1963 جلس على مقعد الدرس في كلية الشريعة في جامعة دمشق، لينال الإجازة منها سنة 1966 بتقدير ممتاز.
- في عام 1967 ذهب للعمل في الكويت معاونًا لخبير الموسوعة الفقهية مصطفى الزرقا حتى عام 1969.
- أُعير للعمل في رابطة العالم الإسلامي بمكة المكرمة عام 1977، وقام هناك بتأسيس المجمع الفقهي الإسلامي، ووضع نظامه وتولى إدارته، ليكون أول رئيس له حتى عام 1979.
- عندما عاد إلى دمشق عمل خبيرًا في قسم الحضارة في الموسوعة العربية من عام 1987 حتى عام 1991. وخلال هذه الفترة ألقى محاضرات في كلية الحقوق في جامعة دمشق عام 1988.
- في عام 2002 تولى تدريس مادة الأحوال الشخصية والوصية والوقف في قسم التخصص بمعهد جمعية الفتح الإسلامي بدمشق حتى عام 2011.
- في عام 2005 عُين محاضرا لمادة «أدب القضاء» في المعهد القضائي التابع لوزارة العدل السورية حتى عام 2011.
- كُلف مع مجموعة من المختصين عام 2005 بوضع قانون الأحوال الشخصية في القانون السوري بمرسوم رئاسي، وقد تم ذلك، لكن حالت الأوضاع المحيطة دون العمل بالقانون.[2]

## مؤلفاته
- مروان بن محمد وأسباب سقوط الدولة الأموية.
- موسوعة الإجماع في الفقه الإسلامي: وقد تُرجمت إلى اللغة المالاوية.
- معجم الفقه الحنبلي مستخلص من كتاب المغني لابن قدامة المقدسي: بالاشتراك مع غيره.
- القاموس الفقهي لغة واصطلاحاً.
- سحنون مشكاة نور وعلم وحق.
- المُعوّق والمجتمع في الشريعة الإسلامية.
- التأمين بين الحظر والإباحة.
- الوجيز في المبادئ السياسية في الإسلام.
- دراسة في منهاج الإسلام السياسي.
- جلال الدين السيوطي حياته وعلمه.
- الفائدة والربا.
- بيع الحلي في الشريعة الإسلامية.
- السعادة.
- أحمد بن حنبل السيرة والمذهب.
- رسائل في إصلاح الدولة والمجتمع (ضبط وتحقيق).
- الماسونية: وقد تُرجم إلى الإنكليزية والفرنسية والألمانية والتركية والأوردية والإندونيسية، وتوزعه رابطة العالم الإسلامي بمكة المكرمة.
- التذكرة في القضاء الشرعي.